# Suberanthus brachycarpus
Suberanthus brachycarpus là một loài thực vật có hoa trong họ Thiến thảo. Loài này được (Griseb.) Borhidi & M.Fernández Zeq. miêu tả khoa học đầu tiên năm 1981.